# Auning
Auning er en by på Djursland med 3.330 indbyggere  (2025), beliggende på rute 16, 23 km øst for Randers og 32 km vest for Grenaa. Byen hører til Norddjurs Kommune og ligger i Region Midtjylland.
Auning ligger i Auning Sogn, og Auning Kirke ligger i byen,
Lidt vest for byen ligger herregården Gammel Estrup med Dansk Landbrugsmuseum og Herregårdsmuseet og Restaurant Den Gamle Stald. Den tidligere kartoffelmelsfabrik i Auning er købt af staten og indrettet som magasiner for landbrugsmuseet.
Øst for byen ligger et stort sammenhængende skovområde bestående af Auning Skov, Tårup Skov, Løvenholm Skov og Fjeld Skov.

## Historie

### Jernbanen
Auning havde station på den nu nedlagte Randers-Ryomgård-bane. Auning station blev tegnet af arkitekt Heinrich Wenck.
I 1875 beskrives byen således: "Auning med Kirke, Hospital og Skole, ved Landeveien fra Randers til Grenaa".
Omkring århundredeskiftet beskrives byen således: "Avning, ved Landevejen, med Kirke, Skole, Hospital (opr. af Jørg. Skeel, † 1631, og Jørg. Scheel, † 1786, med et Hus for 7 Lemmer og en Forstanderinde), Lægebolig, Sparekasse (opr. 1874; 31/3 1899 var Spar. Tilgodeh. 26,340 Kr., Rentef. 4 pCt., Reservef. 1891 Kr., Antal af Konti 332), Købmandshdl., Mølle, Bageri, Kro, Jærnbane-, Telegraf- og Telefonst."
I 1911 havde Auning 371 indbyggere og i 1916 481 indbyggere.

### Mellemkrigstiden
I løbet af mellem krigstiden voksede Auning yderligere: i 1921 havde byen 687 indbyggere, i 1925 897 indbyggere, i 1930 1.049 indbyggere, i 1935 1.031 indbyggere og i 1940 1.083 indbyggere.
I 1930 var erhvervsfordelingen således: 193 levede af landbrug m.m., 402 af håndværk og industri, 76 af handel, 79 af transport, 40 af immaterielle erhverv, 78 af husgerning, 171 var ude af erhverv og 10 havde ikke opgivet næringsvej.
Af betydning for byen var Auning Bank, der havde filialer i Allingåbro, Vivild og Ørsted.

### Efterkrigstiden
I efterkrigstiden var Auning fortsat stigende: 1.226 indbyggere i 1945, 1.234 indbyggere i 1950, 1.297 indbyggere i 1955, 1.314 indbyggere i 1960 og 1.367 indbyggere i 1965.
Stationsbygningen er bevaret på Torvegade 1. Banestien Allingåbro-Ryomgård går gennem byen på det bevarede banetracé, men må gå uden om Kulturperronen (bibliotek og borgerhus), der er opført på tracéet.

### Kommunalreform 2007
Auning var før kommunalreformen i 2007 hovedby i den tidligere Sønderhald Kommune.

## Kendte personer
- Kasper Hjulmand, (1972-), tidligere fodboldspiller, fodboldtræner og fra 2020 landstræner for Danmarks herrefodboldslandshold. Opvokset i Auning.
- Anders Brixen Kristiansen - bedre kendt som TueTrack el. Track72 (1972-) Rapper og medlem af rapgruppen Malk De Koijn.